# Cheilolejeunea krakakammae
Cheilolejeunea krakakammae là một loài Rêu trong họ Lejeuneaceae. Loài này được (Lindenb.) R.M. Schust. mô tả khoa học đầu tiên năm 1963.